# Угроеды
Угрое́ды (укр. Угроїди) — посёлок, Угроедский поселковый совет, Краснопольский район, Сумская область, Украина.
Является административным центром Угроедского поселкового совета, в который, кроме того, входят сёла Наумовка, Окоп и Петрушевка.

## Географическое положение
Посёлок городского типа Угроеды находится у истоков реки Рыбица,
ниже по течению на расстоянии в 1 км расположено село Наумовка.
На расстоянии в 0,5 км расположено село Окоп.
На реке несколько запруд.
К посёлку примыкает лесной массив (дубрава).

## История
Поселение было основано в 1652 году.
Являлось селом Покровской волости Ахтырского уезда Харьковской губернии Российской империи.
В ходе Великой Отечественной войны с октября 1941 до 1943 года село было оккупировано наступавшими немецкими войсками.
В 1956 году был присвоен статус посёлок городского типа.
В 1983 году здесь действовали сахарный завод, спиртовой завод, совхоз, межхозяйственное объединение по производству говядины, предприятия бытового обслуживания, три общеобразовательные школы, больница, четыре библиотеки и пять клубов.
В январе 1989 года численность населения составляла 3 214 человек.
В июле 1995 года Кабинет министров Украины утвердил решение о приватизации находившихся здесь сахарного завода и свеклосовхоза. В дальнейшем были закрыты находившиеся здесь три животноводческие фермы, небольшой кирпичный завод и больничный стационар, а также два из трех детсадов. В 2009 году сахарный завод был продан украинско-азербайджанской фирме «Ук.Аз. Дружба» и в 2011-2013 годы прекратил своё существование.
На 1 января 2013 года численность населения составляла 2159 человек.

## Экономика
- Агрофирма «АПК-Угроеды», ООО.

## Транспорт
Посёлок находится в 12 км от железнодорожной станции Краснополье (на линии Сумы — Готня).
В посёлок ведёт железнодорожная ветка от села Самотоевка.

## Объекты социальной сферы
- Школа.
- Музей истории посёлка.

## Религия
- Храм Ильи Пророка, построен в 1847 году.

## Известные люди
- Трофимов Владимир Васильевич (1925—1944) — Герой Советского Союза, родился в селе Угроеды.
- Нагорный Виктор Сергеевич (1922—1964) — Герой Советского Союза, родился в селе Угроеды.
- Токарев Иван Демьянович (1920) — воспитанник А. С. Макаренко, участник ВОВ, кавалер Ордена «Отечественная война» II ст., двух орденов Красной Звезды и 16 медалей, полковник запаса.